# Stanley Hauerwas
Stanley Hauerwas, född 24 juli 1940 i Dallas, Texas, är en amerikansk metodistteolog och etiker. Han är fil. dr vid Yale University och teol. dr vid University of Edinburgh. Hauerwas är också författare till ett flertal böcker, varav Sanningen om Gud och Det fredliga riket är översatt till svenska.